# Pure Holocaust
Pure Holocaust drugi je studijski album norveškog black metal-sastava Immortal. Album je 1. studenoga 1993. objavila diskografska kuća Osmose Productions. Sadži pjesme brže od onih na prethodnom albumu Diabolical Fullmoon Mysticism. Pjesme govore o ledu, snijegu i fantastičnim pejzažima. Prvi je album na kojem je Abbath svirao bubnjeve.
Album je objavljen kao standardni CD, a u ograničenoj su nakladi objavljeni i LP (koji je ponovno objavljen 2005.) i oslikani disk.

## Popis pjesama
Tekstovi: Demonaz. 
| 1.    | »Unsilent Storms in the North Abyss«              | Abbath, Demonaz | 3:14 |
| 2.    | »A Sign for the Norse Hordes to Ride«             | Abbath, Demonaz | 2:35 |
| 3.    | »The Sun No Longer Rises«                         | Abbath, Demonaz | 4:20 |
| 4.    | »Frozen by Icewinds«                              | Abbath, Demonaz | 4:40 |
| 5.    | »Storming Through Red Clouds and Holocaustwinds«  | Abbath          | 4:40 |
| 6.    | »Eternal Years on the Path to the Cemetary Gates« | Abbath          | 3:30 |
| 7.    | »As the Eternity Opens«                           | Abbath          | 5:31 |
| 8.    | »Pure Holocaust«                                  | Abbath          | 5:17 |
| 33:47 |                                                   |                 |      |

## Zasluge
Immortal
- Abbath Doom Occulta – vokal, bas-gitara, bubnjevi
- Demonaz Doom Occulta – gitara
- Grim – bio je naveden na albumu kao bubnjar iako na njemu nije svirao

Ostalo osoblje
- Pytten – produkcija, inženjer zvuka
- Jannicke Wiese-Hansen – logotip sastava

## Vanjske poveznice
- Pure Holocaust na Discogsu